# Glam dicinn
Le glam dicinn, dans la mythologie celtique irlandaise, est une malédiction suprême, proférée par un druide spécialisé, un file (voir article barde). Il s’agit d'une forme de satire qui provoque instantanément l’éruption de trois furoncles, sur le visage de celui qui en est l’objet. Ces furoncles représentent respectivement la « Honte », le « Blâme » et la « Laideur ». La victime est exclue de la vie sociale, et vouée à la mort. La satire se fait sous forme d’un cri, et si elle est parfaite, la mort peut être immédiate.
L’un des exemples les plus connus est celui de l’infâme druide Aithirne Ailgesach qui fait mourir de honte Luaine, la fiancée du roi Conchobar Mac Nessa, parce qu’elle ne veut pas coucher avec lui.
Dans la littérature médiévale irlandaise, cette pratique est généralement appliquée au roi ou à une personne de premier plan, qui a refusé un privilège au file.